# HD 170141
HD 170141，又名CD-2613206，SAO 186863、HR 6926，是一颗恒星，视星等为6.5，位于銀經6.72，銀緯-7.24，其B1900.0坐标为赤經18h 22m 43.4s，赤緯-26° -7.24′ 40″。